# Locus amoenus

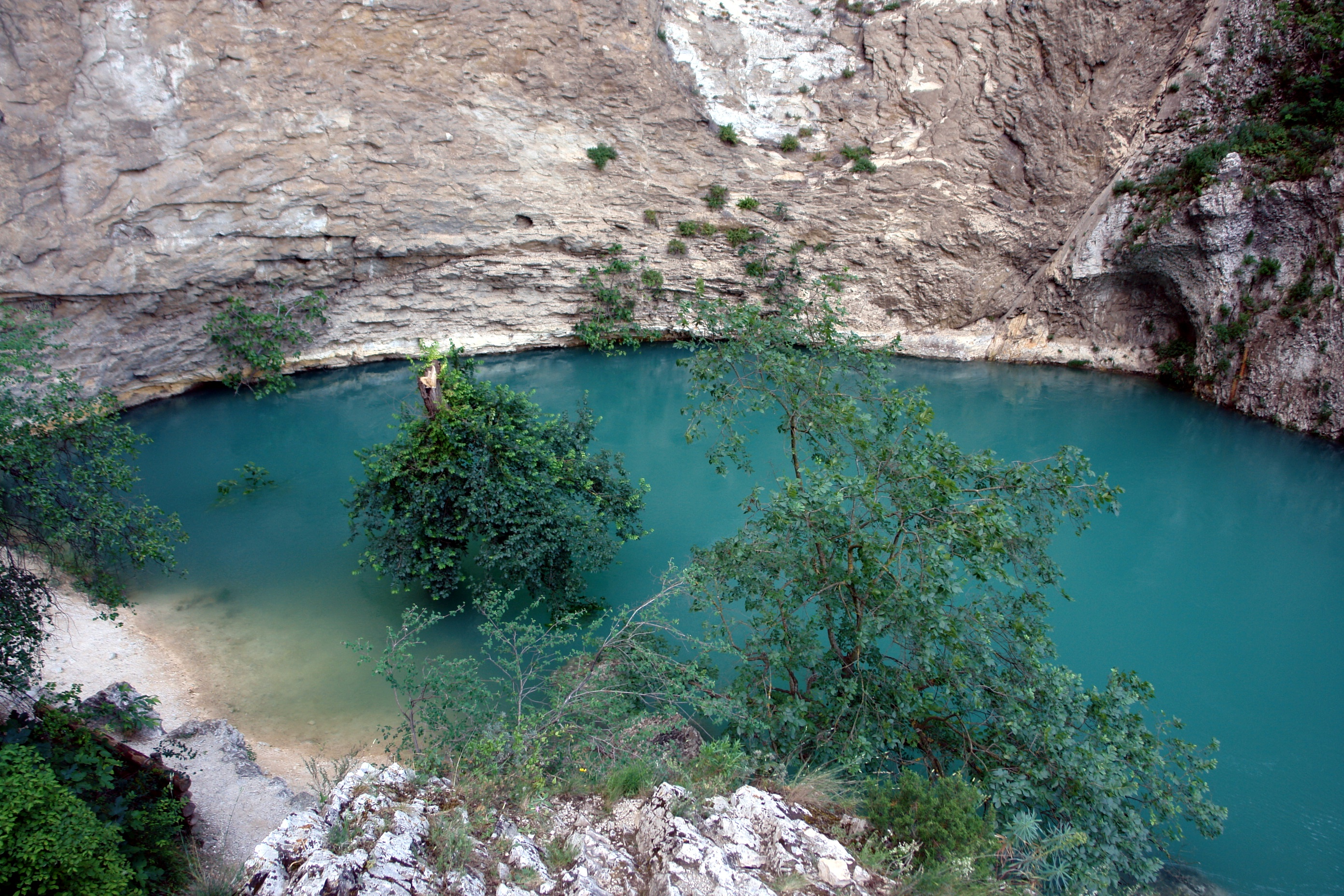
De bron van de river de Sorgue inspireerde Petrarca (gemeente Fontaine-de-Vaucluse, Provence).

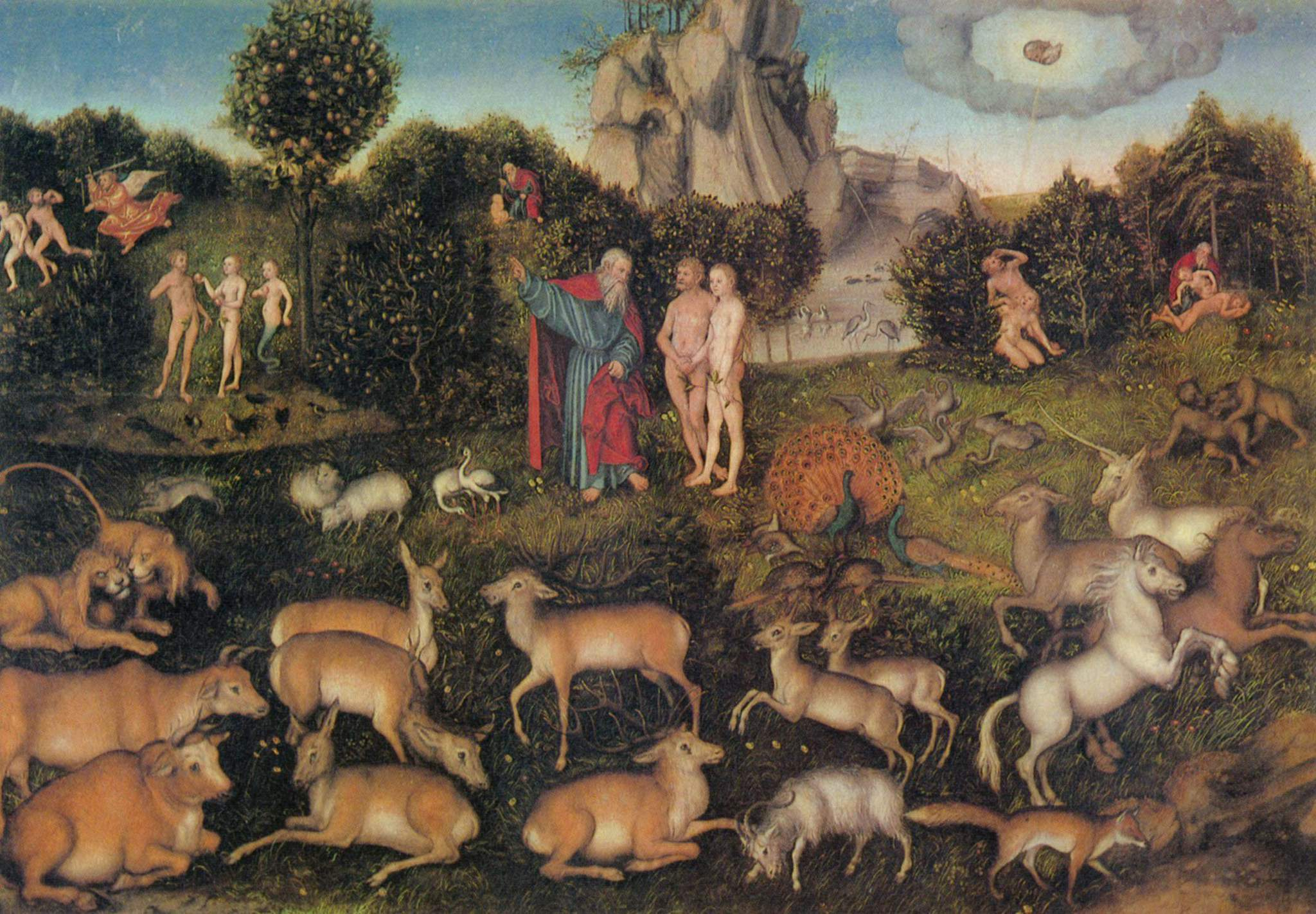
Hof van Eden door Lucas Cranach de Oude, 1536. Gemäldegalerie Alte Meister, Dresden.

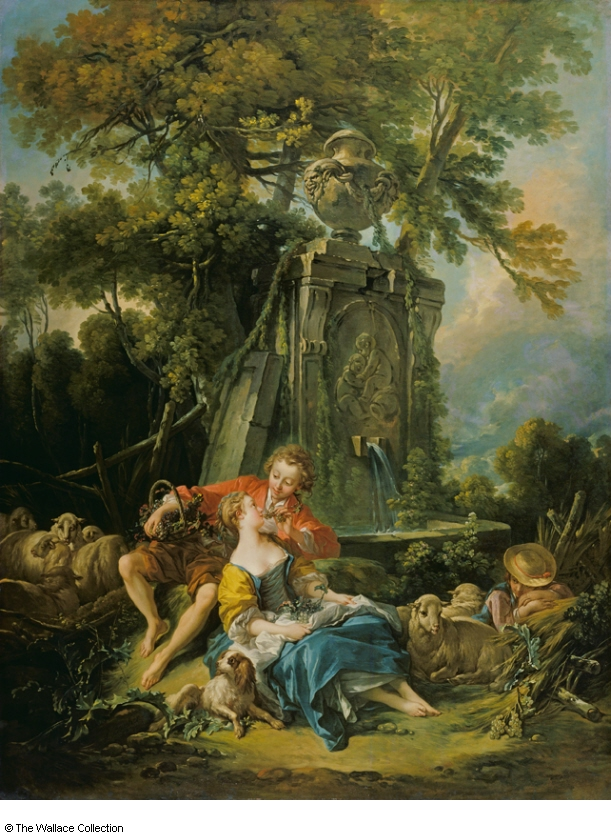
Herfstpastorale door François Boucher. Olieverf op doek, 1749, 260 x 199 cm, Wallace Collection, Londen.

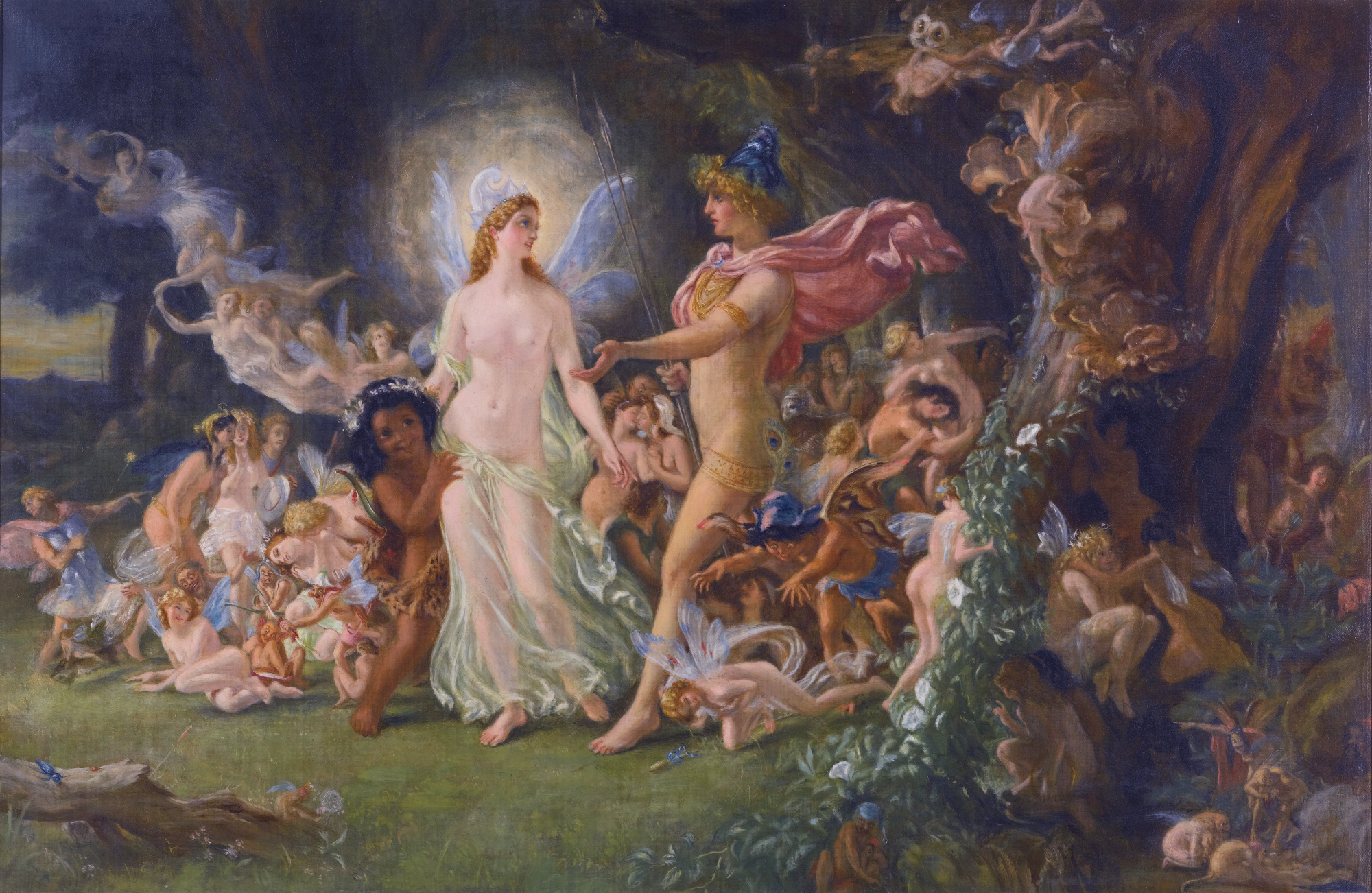
Study for The Quarrel of Oberon and Titania door Joseph Noel Paton, 1849. Een scène uit Shakespeares A Midsummer Night's Dream.

De locus amoenus (Latijn: lieflijke plaats, meervoud loci amoeni) is de literaire beschrijving (topos) van een geïdealiseerd toevluchtsoord in de natuur, meestal een mooi, beschaduwd grasveld of landschap met bosjes, een beek, vogels en bloemen dat aan de Hof van Eden doet denken. Een locus amoenus wordt gekenmerkt door bomen, gras en water, soms in een ver land, waar geliefden elkaar kunnen ontmoeten, een eenzame minnaar zich beklaagt of men rustig kan nadenken. Vaak is het een idyllisch droombeeld dat dient als tegenstelling tot de drukke stad en als toevlucht tegen tijd en sterfelijkheid. De schoonheid van de natuur weerspiegelt de zuivere bedoeling van de handeling. Het antoniem van Locus amoenus is Locus terribilis, vreselijke plaats.

## Voorbeelden

### Oudheid
In de westerse literatuur komt de lieflijke plaats al voor bij Homerus – het eiland van Calypso en de tuin van de Phaeaken – en werd gemeenplaats in herdersdichten als van Theocritus en Vergilius. Ook in de Aeneis komen ze voor: het bos dat gekapt wordt voor de brandstapel van de overleden Misenus (boek VI, 179 en verder) en Elysium (boek VI, 638). Horatius (Ars poetica, 17) en de commentatoren van Vergilius, zoals Servius, zagen de loci amoeni als een retorisch cliché. Ovidius keert in zijn Metamorphoses de rol van de locus amoenus om: bij hem biedt de lieflijke plek geen bescherming, maar geschiedt er geweld: een  locus horridus/terribilis.

### Middeleeuwen
De middeleeuwse geleerde Isidorus van Sevilla borduurde voort op het commentaar op de Aeneis van Servius en beschreef de locus amoenus in zijn Etymologiae als een oord, dat niet van economisch nut is, maar de liefde en de lust dient. Rabanus Maurus sloot zich in zijn encyclopedie De universo hierbij aan. Matthaeus Vindocinensis (Matthaeus van Vendôme, 12e eeuw) gaf in zijn Ars versificatoria (Kunst van het dichten) aan de hand van de antieke en middeleeuwse literatuur voorschriften hoe de natuur beschreven moest worden. In vele heldendichten komen loci amoeni voor, net als in de hoofse minnelyriek (Roman de la rose). Ook de Beatrijs, een Nederlandse Marialegende uit de veertiende eeuw, waarin geliefden elkaar ontmoeten onder de egelantier met zingende vogels, is een voorbeeld.

### Renaissance en later
Petrarca sprak met de liefelijke natuur in zijn gedicht Chiare, fresche et dolci acque (Canzoniere 126, uit 1344/1345) over zijn verleden met de geliefde Laura.
Boccaccio liet in de Decamerone (1348–1353) jongelui de pestepidemie in Florence ontvluchten naar een veilig toevluchtsoord in de natuur.  Edmund Spenser bedacht een heerlijke tuin voor The Faerie Queene (1590, 1596). In de toneelstukken van William Shakespeare lag de locus amoenus ver buiten de stad. Hartstochten konden er vrijelijk worden uitgeleefd, ver van de beschaving en de maatschappelijke orde die seksualiteit onderdrukken. De locatie was raadselachtig en duister in tegenstelling tot de streng geregelde burgermaatschappij. Voorbeelden zijn te vinden in A Midsummer Night's Dream (1600), As You Like It (1599 of 1600/1623) en Titus Andronicus (tussen 1589 en 1592/1623).
In Nederland vergeleek de dichter en diplomaat Constantijn Huygens Den Haag met het klassieke idyllische Tempedal in Batava Tempe, dat is't Voor-hout van 's Gravenhage (1621). In de schilderkunst van de 18e eeuw werden herderstaferelen populair: in het gelukzalige herdersleven is de mens deel van de natuur. Endymion van John Keats is een voorbeeld uit de Romantiek.  The Lord of the Rings van J.R.R. Tolkien beschrijft verschillende lieflijke oorden zoals (Cerin Amroth in) Lothlórien:

Toen hem op zijn beurt de blinddoek werd afgedaan, keek Frodo op en zijn adem stokte. Ze stonden op een open vlakte. Links lag een grote heuvel, overdekt met gras zo groen als de lente in de oudste tijden. Bovenop stonden bomen in twee kringen als een dubbele kroon: de buitenste hadden een sneeuwwitte bast en misten blad maar waren prachtig in hun ranke naaktheid. De binnenste bomen waren bijzonder hoge mallornen, nog getooid met bleek goud. Hoog tussen de takken van een ver uitstekende boom in het midden glansde een witte elvenwoning. Aan de voet van de bomen en overal op de groene glooiingen van de heuvels was het gras bezaaid met gouden bloemetjes in de vorm van sterren. Ertussen stonden andere bloemen op spichtige stelen te wiegen, wit en doodsbleek groen: ze glinsterden als een mist te midden van de warme glans van het gras. Over dit alles stond een blauwe hemel en de hete middagzon boven de heuvel wierp lange schaduwen tussen de bomen.

De Narnia Chronicles (1950-56) van C.S. Lewis kennen het Land van Aslan als locus amoenus.